# Mortierella kuhlmanii
Mortierella kuhlmanii är en svampart som beskrevs av W. Gams 1976. Mortierella kuhlmanii ingår i släktet Mortierella och familjen Mortierellaceae.   Inga underarter finns listade i Catalogue of Life.